# كارلوس أوهين
كارلوس أوهين (بالإنجليزية: Carlos Ohene)‏ (21 يوليو 1993 في غانا – )؛ هو لاعب كرة قدم غاني يلعب كلاعب وسط لعب سابقاً في نادي أحد.

## وصلات خارجية
- كارلوس أوهين على موقع قاعدة بيانات كرة القدم.إي يو (الإنجليزية)
- كارلوس أوهين على موقع Soccerway.com (الإنجليزية)
- كارلوس أوهين على موقع عالم كرة القدم.نت (الإنجليزية)

- كارلوس أوهين